# Франкавілла-Фонтана
Франкавілла-Фонтана (італ. Francavilla Fontana, сиц. Francaidda) — муніципалітет в Італії, у регіоні Апулія,  провінція Бриндізі.
Франкавілла-Фонтана розташована на відстані близько 460 км на схід від Рима, 90 км на південний схід від Барі, 32 км на захід від Бриндізі.
Населення — 36 821 особа (2014).
Щорічний фестиваль відбувається 14 вересня. Покровитель — Madonna della Fontana.

## Демографія
Населення за роками:

Станом на 1 січня 2023 року в муніципалітеті офіційно проживали 562 іноземці з 58 країн, серед них 214 громадян країн Євросоюзу та 7 громадян України.

## Клімат
| Гроттальє             | Місяці | Місяці  | Місяці | Місяці | Місяці  | Місяці  | Місяці  | Місяці  | Місяці  | Місяці | Місяці | Місяці | Пора | Пора  | Пора | Пора  | Рік   |
| Гроттальє             | Січ    | Лют     | Бер    | Кві    | Тра     | Чер     | Лип     | Сер     | Вер     | Жов    | Лис    | Гру    | Зим  | Вес   | Літ  | Осі   | Рік   |
| --------------------- | ------ | ------- | ------ | ------ | ------- | ------- | ------- | ------- | ------- | ------ | ------ | ------ | ---- | ----- | ---- | ----- | ----- |
| Темп. макс. (°C)      | 12.6   | 13.1    | 15.2   | 18.8   | 24.0    | 28.4    | 31.2    | 31.2    | 27.6    | 22.3   | 17.3   | 13.8   | 13.2 | 19.3  | 30.3 | 22.4  | 21.3  |
| Темп. мін. (°C)       | 4.4    | 4.8     | 6.2    | 8.5    | 12.3    | 15.7    | 18.3    | 18.6    | 15.8    | 12.4   | 8.2    | 5.5    | 4.9  | 9     | 17.5 | 12.1  | 10.9  |
| Опади (мм)            | 46.2   | 52.8    | 62.6   | 35.9   | 34.3    | 27.1    | 27.1    | 24.9    | 36.2    | 60.4   | 77     | 80     | 179  | 132.8 | 79.1 | 173.6 | 564.5 |
| Дні опадів (≥ 1 мм)   | 6.7    | 7.2     | 7.4    | 5.3    | 4.5     | 3.4     | 2.6     | 3.2     | 4.1     | 5.9    | 6.6    | 7.9    | 21.8 | 17.2  | 9.2  | 16.6  | 64.8  |
| Вологість повітря (%) | 78     | 75      | 73     | 71     | 68      | 63      | 61      | 63      | 66      | 73     | 77     | 80     | 77.7 | 70.7  | 62.3 | 72    | 70.7  |
| Роза вітрів (Вузлів)  | N 5    | NNW 8.5 | S 8.5  | S 8.5  | SSW 8.5 | SSW 8.5 | NNE 8.5 | NNE 8.5 | NNE 8.5 | NNE 5  | N 5    | N 8.5  | 7.3  | 8.5   | 8.5  | 6.2   | 7.6   |

## Сусідні муніципалітети
- Чельє-Мессапіка
- Гроттальє
- Латіано
- Мандурія
- Орія
- Сан-Марцано-ді-Сан-Джузеппе
- Сан-Мікеле-Салентино
- Сан-Віто-деі-Норманні
- Сава
- Вілла-Кастеллі